# Valdemaras Chomičius
Valdemaras Chomičius (ur. 4 maja 1959 w Kownie) – litewski koszykarz i trener. W barwach Związku Radzieckiego mistrz olimpijski z Seulu.
Brał także udział w IO 92, już w barwach Litwy (3 miejsce). W latach 80. był jedną z najważniejszych postaci (kapitanem) Žalgirisu Kowno i miał udział w trzech tytułach ZSRR wywalczonych przez ten klub (1985, 1986, 1987). W tej dekadzie miał także pewne miejsce w kadrze Związku Radzieckiego, z którą został mistrzem olimpijskim w 1988, mistrzem świata w 1982. Był także mistrzem Europy (79, 85) oraz srebrnym (87) i brązowym medalistą tej imprezy (83, 89).
W latach 90. grał m.in. we Włoszech (Fortitudo Bologna) i Hiszpanii (Valladolid, Zaragoza). Z reprezentacją Litwy oprócz brązu IO 92 wywalczył także srebro na ME w 1995. Karierę zakończył pod koniec lat 90. Pracuje jako trener, znajduje się m.in. w sztabie kadry Litwy.

## Odznaczenia
- Wielki Krzyż Komandorski Orderu „Za Zasługi dla Litwy” – 2003[3]
- Krzyż Oficerski Orderu Wielkiego Księcia Giedymina – 1995[3]